# Сухоруков, Дмитрий Семёнович
Дми́трий Семёнович Сухору́ков (2 ноября 1922, село Белый Колодезь, Курская губерния — 8 июля 2003, Москва) — советский военачальник, генерал армии. Командующий ВДВ (1979—1987).

## Биография
Родился в селе Белый Колодезь Курской губернии (ныне в составе Шебекинского района Белгородской области). Русский. Из семьи крестьянина, имевшего 4 детей. В 1929 году семья была раскулачена, родители сосланы на спецпоселение в Вологодскую область, жил и учился там.

### Великая Отечественная война
В Рабоче-Крестьянской Красной Армии с 1939 года. Окончил Ленинградское военное инженерное училище в августе 1941 года. Несмотря на неоднократные рапорты об отправке на фронт Великой Отечественной войны, вместе с училищем был эвакуирован в Кострому и назначен командиром учебного взвода, с 1943 года — командир учебной роты.
С мая 1944 года командовал сапёрно-подрывной ротой в 332-м гвардейском стрелковом полку 104-й гвардейской стрелковой дивизии в Московском военном округе. Прибыл на фронт в составе полка в феврале 1945 года в должности старшего адъютанта воздушно-десантного (затем — стрелкового) батальона (ныне такая должность называется «начальник штаба батальона») и воевал в рядах 104-й гвардейской стрелковой дивизии 9-й гвардейской армии в составе 3-го Украинского фронта и 2-го Украинского фронта. Участвовал в Венской наступательной операции и Пражской наступательной операции. В марте 1945 года был ранен, но вскоре вернулся в строй. Окончил войну в Чехословакии.

### Послевоенная служба
С 1945 года служил в Венгрии, в Эстонской ССР, в городе Остров Псковской области и в посёлке Гайжюнай Литовской ССР, заместитель командира и командир парашютно-десантного батальона в 7-й гвардейской воздушно-десантной дивизии. В 1955 году назначен заместителем командира парашютно-десантного полка.
В 1958 году окончил Военную академию им. М. В. Фрунзе с золотой медалью. С ноября 1958 года — командир 108-го гвардейского парашютно-десантного полка 7-й гвардейской воздушно-десантной дивизии в Каунасе. С августа 1961 года начальник штаба — заместитель командира 7-й гвардейской воздушно-десантной дивизии, с сентября 1962 года — командир 98-й гвардейской воздушно-десантной дивизии в городе Белогорске Амурской области.
С марта 1966 года — в сухопутных войсках, заместитель командира, а с июля 1968 года — командир 2-го армейского корпуса Дальневосточного военного округа на Сахалине. Окончил Высшие академические курсы при Военной академии Генерального штаба в 1968 году. В декабре 1969 года назначен первым заместителем командующего Воздушно-десантными войсками. В декабре 1971 года вновь переведён в сухопутные войска, назначен командующим 11-й гвардейской общевойсковой армией в Прибалтийском военном округе. С марта 1974 года — первый заместитель командующего войсками Закавказского военного округа. С ноября 1976 года — командующий Центральной группой войск в Чехословакии. Генерал-полковник (1977).

### Командующий ВДВ
С января 1979 года по июнь 1987 года — командующий Воздушно-десантными войсками СССР. В этой должности в декабре 1979 года являлся одним из важнейших исполнителей операции по вводу советских войск в Афганистан. В дальнейшем многократно был в командировках в Афганистане, как с целью проверок многочисленных частей ВДВ в составе Ограниченного контингента советских войск, так и с целью планирования и руководства войсками в проведении боевых операций. Воинское звание генерал армии присвоено указом Президиума Верховного Совета СССР от 16 декабря 1982 года.

### Последние годы службы
С 30 мая 1987 по июль 1990 года начальник Главного управления кадров Министерства обороны СССР — заместитель министра обороны СССР по кадрам. С июля 1990 года — в Группе генеральных инспекторов и в распоряжении министра обороны СССР. 
Депутат Верховного Совета РСФСР 10-го и 11-го созывов (1980—1990). В 1989 году избран народным депутатом СССР от Лубенского территориального избирательного округа № 506 Полтавской области, в 1990 году добровольно отказался от полномочий депутата.
Автор воспоминаний. 
Скончался 8 июля 2003 года на 81-м году жизни. Похоронен на Троекуровском кладбище Москвы.

## Сочинения
- Сухоруков Д. С. Записки командующего-десантника. — М.: ОЛМА-ПРЕСС, 2000. — 160 с. — ISBN 5-224-01383-6.
- Сухоруков Д. С. Воздушные десанты во фронтовых наступательных операциях Великой Отечественной войны // Военно-исторический журнал. — 1985. — № 12. — С. 14—21.

## Воинские звания
- генерал-майор (18.06.1965),
- генерал-лейтенант (29.04.1970),
- генерал-полковник (25.04.1977),
- генерал армии (16.12.1982).

## Награды и звания
- Орден «За заслуги перед Отечеством» 4-й степени
- Орден Почёта
- Два ордена Ленина (1978, 1987)
- Орден Октябрьской Революции (1980)
- Два ордена Красного Знамени (1967, 1974)
- Орден Кутузова 1-й степени (1982)
- Орден Отечественной войны 1-й степени (1985)
- Орден Отечественной войны 2-й степени (1945)
- Орден Красной Звезды (1954)
- Орден «За службу Родине в Вооружённых Силах СССР» 3-й степени (1975)
- Медаль «За боевые заслуги» (1950)
- Медаль «За взятие Вены» (1945)
- ряд других медалей СССР и РФ

Иностранные награды
- Орден Знамени Венгерской Народной Республики I степени (ВНР, 04.04.1985)
- Орден Шарнхорста (ГДР)
- Орден Белого льва I степени (ЧССР, 12.01.1979)
- Медаль «За укрепление дружбы по оружию» в золоте (ЧССР, 20.03.1970)
- Медаль «40 лет освобождения Чехословакии Советской Армией» (ЧССР, 28.03.1985)
- Медаль «Братство по оружию» (ПНР)
- Медаль «30 лет Национальной Народной Армии» (ГДР, 1986)
- Медаль «100 лет Освобождения Болгарии от османского рабства» (НРБ)
- Медаль «30 лет Болгарской народной армии» (НРБ, 14.09.1974)
- Медаль «30 лет Победы над фашистской Германией» (НРБ, 06.03.1975)
- Медаль «1300 лет Болгарии» (НРБ, 29.03.1982)
- Медаль «40 лет Победы над гитлеровским фашизмом» (НРБ, 16.05.1985)
- Медаль «20-я годовщина Революционных Вооружённых сил Кубы» (Куба, 1976)
- Медаль «30-я годовщина Революционных Вооружённых сил Кубы» (Куба, 1986)
- Медаль «50 лет Монгольской Народной Армии» (МНР, 15.03.1971)
- Медаль «40 лет Халхин-Гольской Победы» (МНР, 26.11.1979)